# Prisión de Soto del Real
El Centro Penitenciario Madrid V o prisión de Soto del Real es un centro penitenciario de la Secretaría General de Instituciones Penitenciarias de España, ubicado en el término municipal de Soto del Real, en la Comunidad de Madrid, España.

## Características
Ubicada en el kilómetro 3,5 km de la carretera M-609, la prisión fue inaugurada el 14 de marzo de 1995 por el ministro del Interior y de Justicia Juan Alberto Belloch, con una capacidad inicial para 2000 reclusos. Contaba entonces con una piscina, dos pistas de squash, canchas de balonmano, baloncesto y fútbol sala y gimnasios. El centro tuvo un coste de 8000 millones de pesetas (48 millones de euros). Se compone de 14 módulos con capacidad para 72 reclusos. Dispone de un módulo de aislamiento para internos peligrosos.
Prisión de referencia para la Audiencia Nacional, se la llama a veces «cárcel VIP». Entre los reos de la prisión pueden citarse figuras públicas como Rodrigo Rato, Jordi Pujol Ferrusola, Sandro Rosell, Luis Bárcenas, Miguel Blesa, Gerardo Díaz Ferrán, Ignacio González, Francisco Correa, Pablo Crespo, Lluís Prenafeta, Mario Conde, Macià Alavedra, Miguel Bernad, José María Ruiz Mateos, Ángel María Villar, Jordi Sànchez, Jordi Cuixart, Oriol Junqueras, Carme Forcadell, Dolors Bassa, Raül Romeva, Josep Rull, Jordi Turull, Joaquim Forn y, desde el 30 de junio del 2025, Santos Cerdán, exsecretario de Organización del PSOE.
Según datos recogidos entre 2011 y 2016, sin contar con las prisiones de Cataluña, es la prisión donde más agresiones a trabajadores se han registrado, sólo después de la prisión de Estremera, también en la Comunidad de Madrid.